# Grundhof (Befort)
Grundhof (luxemburgisch Grondhaffⓘ) ist ein kleiner Ort mit 91 Einwohnern und gehört zu den Gemeinden Berdorf und Befort im Nordosten von Luxemburg. Der Ort liegt in der Region Luxemburgische Schweiz. An der Eingangspforte zum Müllertal (Mëllerdall) gelegen, ist Grundhof ein zentraler Ausgangspunkt für Wanderungen und andere Outdoor-Aktivitäten.

## Geschichte
Die Geschichte von Grundhof ist eng mit der historischen Entwicklung der Region Luxemburgische Schweiz verbunden. Bereits in der Römerzeit war die Region besiedelt, wie zahlreiche archäologische Funde in der Umgebung belegen. Grundhof selbst entwickelte sich im Mittelalter als kleiner Weiler, der durch die Nähe zur Sauer und die umliegenden Wälder geprägt war.

## Geographie
Grundhof liegt etwa 270 Meter über dem Meeresspiegel und ist von bewaldeten Hügeln und Felsformationen umgeben. Die Region ist bekannt für ihre Wanderwege, darunter die Müllerthal-Trails, die als „kleine luxemburgische Schweiz“ bekannt sind.
Wichtige geografische Merkmale sind:
- Schwarze Ernz: Ein Nebenfluss der Sauer, der in Grundhof in die Sauer mündet.
- Sauer: Ein Fluss, der durch Luxemburg und Deutschland fließt und die Grenze zwischen beiden Ländern bildet.
- Deutsch-Luxemburgischer Naturpark: Grundhof ist Teil des Naturparks, der sich über die Region Müllerthal erstreckt.

## Wirtschaft und Infrastruktur
Im Laufe des 20. Jahrhunderts wandelte sich Grundhof von einem überwiegend landwirtschaftlich geprägten Dorf zu einem Touristenort. Die Nähe zu Wanderwegen und Naturattraktionen macht den Ort zu einem Ziel für Tages- und Übernachtungsgäste. Zudem gibt es einige lokale Betriebe, darunter eine Pension und ein Restaurant.
Der Ort ist über die Straßen gut erreichbar und dient als Knotenpunkt für Wander- und Fahrradwege. Öffentliche Verkehrsmittel verbinden Grundhof mit den umliegenden Orten wie Berdorf, Befort und Echternach.[4]